# Matheus Biteco
Matheus Biteco, właśc. Matheus Bitencourt da Silva (ur. 28 czerwca 1995 w Porto Alegre, zm. 28 listopada 2016 w La Unión) – brazylijski piłkarz występujący na pozycji pomocnika. Brat innego piłkarza, Guilherme Biteco.

## Kariera klubowa
Biteco treningi rozpoczął w 2001 roku w zespole Grêmio. W 2013 roku został włączony do jego pierwszej drużyny. W Campeonato Brasileiro Série A zadebiutował 14 lipca 2013 w wygranym 2:1 meczu z Botafogo. W Grêmio grał do końca sezonu 2014. Łącznie rozegrał tam 29 ligowych spotkań. Na początku 2015 roku odszedł do drużyny Barra FC. Na sezon 2015 został jednak wypożyczony do Grêmio. Nie zagrał tam już jednak w żadnym meczu.
W styczniu 2016 Biteco wypożyczono do niemieckiego TSG 1899 Hoffenheim, ale w sezonie 2015/2016 nie rozegrał tam żadnego spotkania. Następnie przeszedł na wypożyczenie do Chapecoense. Ostatnie oficjalne spotkanie przed śmiercią rozegrał 27 listopada 2016 w ramach rozgrywek Campeonato Brasileiro Série A przeciwko SE Palmeiras (0:1).

## Kariera reprezentacyjna
W latach 2013–2014 Biteco rozegrał 5 spotkań w reprezentacji Brazylii U-20.

## Śmierć
28 listopada 2016 Biteco zginął w katastrofie samolotu LaMia Airlines 2933.